# Droga krajowa B491 (Niemcy)
Droga krajowa 491 (niem. Bundesstraße 491) – niemiecka droga krajowa przebiegająca na osi północ-południe i jest połączeniem drogi B14 koło Emmingen-Liptingen z autostradą A81 na węźle Engen i dalej jako droga B31 w Badenii-Wirtembergii.
Droga, jest oznakowana jako B491 od początku lat 70. XX w.
Pierwsza droga na trasie Tuttlingen - Engen powstała w 1752 roku.